# Commonwealth Games 2010/Wasserspringen
Bei den Commonwealth Games 2010 in Neu-Delhi fanden im Wasserspringen zehn Wettbewerbe statt, je fünf für Männer und Frauen. Austragungsort war der SPM Swimming Pool Complex.

## Männer

### Kunstspringen 1 m
| Platz | Land | Sportler           | Punkte |
| ----- | ---- | ------------------ | ------ |
| 1     | CAN  | Alexandre Despatie | 468,15 |
| 2     | AUS  | Matthew Mitcham    | 441,00 |
| 3     | AUS  | Scott Robertson    | 409,15 |

Datum: 10. Oktober 2010, 16:00 Uhr

### Kunstspringen 3 m
| Platz | Land | Sportler           | Punkte |
| ----- | ---- | ------------------ | ------ |
| 1     | CAN  | Alexandre Despatie | 513,75 |
| 2     | CAN  | Reuben Ross        | 457,15 |
| 3     | AUS  | Grant Nel          | 456,55 |

Datum: 11. Oktober 2010, 16:00 Uhr

### Turmspringen 10 m
| Platz | Land | Sportler        | Punkte |
| ----- | ---- | --------------- | ------ |
| 1     | ENG  | Tom Daley       | 538,35 |
| 2     | AUS  | Matthew Mitcham | 509,15 |
| 3     | MYS  | Brian Lomas     | 487,15 |

Datum: 13. Oktober 2010, 16:00 Uhr

### Synchronspringen 3 m
| Platz | Land | Sportler                       | Punkte |
| ----- | ---- | ------------------------------ | ------ |
| 1     | CAN  | Alexandre Despatie Reuben Ross | 430,35 |
| 2     | AUS  | Matthew Mitcham Ethan Warren   | 424,47 |
| 3     | MYS  | Brian Lomas Ken Yeoh           | 404,64 |

Datum: 12. Oktober 2010, 16:00 Uhr

### Synchronspringen 10 m
| Platz | Land | Sportler                     | Punkte |
| ----- | ---- | ---------------------------- | ------ |
| 1     | ENG  | Max Brick Tom Daley          | 439,65 |
| 2     | AUS  | Matthew Mitcham Ethan Warren | 423,81 |
| 3     | CAN  | Eric Sehn Kevin Geyson       | 394,80 |

Datum: 12. Oktober 2010, 09:30 Uhr

## Frauen

### Kunstspringen 1 m
| Platz | Land | Sportlerin        | Punkte |
| ----- | ---- | ----------------- | ------ |
| 1     | CAN  | Jennifer Abel     | 301,75 |
| 2     | AUS  | Sharleen Stratton | 299,15 |
| 3     | CAN  | Émilie Heymans    | 296,10 |

Datum: 12. Oktober 2010, 16:00 Uhr

### Kunstspringen 3 m
| Platz | Land | Sportlerin        | Punkte |
| ----- | ---- | ----------------- | ------ |
| 1     | AUS  | Sharleen Stratton | 376,00 |
| 2     | CAN  | Jennifer Abel     | 338,55 |
| 3     | AUS  | Jaele Patrick     | 326,15 |

Datum: 13. Oktober 2010, 16:00 Uhr

### Turmspringen 10 m
| Platz | Land | Sportlerin      | Punkte |
| ----- | ---- | --------------- | ------ |
| 1     | MYS  | Pandelela Pamg  | 371,05 |
| 2     | AUS  | Melissa Wu      | 369,50 |
| 3     | AUS  | Alexandra Croak | 355,40 |

Datum: 11. Oktober 2010, 16:00 Uhr

### Synchronspringen 3 m
| Platz | Land | Sportlerinnen                 | Punkte |
| ----- | ---- | ----------------------------- | ------ |
| 1     | CAN  | Jennifer Abel Émilie Heymans  | 318,90 |
| 2     | AUS  | Briony Cole Sharleen Stratton | 300,84 |
| 3     | AUS  | Jaele Patrick Olivia Wright   | 295,32 |

Datum: 10. Oktober 2010, 09:30 Uhr

### Synchronspringen 10 m
| Platz | Land | Sportlerinnen              | Punkte |
| ----- | ---- | -------------------------- | ------ |
| 1     | AUS  | Melissa Wu Alexandra Croak | 335,76 |
| 2     | MYS  | Pandelela Pamg Mun Leong   | 328,38 |
| 3     | AUS  | Briony Cole Anabelle Smith | 325,50 |

Datum: 10. Oktober 2010, 16:00 Uhr

## Medaillenspiegel
| Platz | Land       | Gold | Silber | Bronze | Gesamt |
| ----- | ---------- | ---- | ------ | ------ | ------ |
| 1     | Kanada     | 5    | 2      | 2      | 9      |
| 2     | Australien | 2    | 7      | 6      | 15     |
| 3     | England    | 2    | -      | -      | 2      |
| 4     | Malaysia   | 1    | 1      | 2      | 4      |